# Jacopo de Dondi
Jacopo de’ Dondi, auch Jacopo Dondi dall’Orologio (* 1293 in Chioggia; † 1359 in Padua) war ein italienischer Arzt, Astronom und Uhrmacher. Er ist der Vater von Giovanni de Dondi, auch Giovanni Dondi dall’Orologio.

## Leben
Jacopo war der Sohn des Arztes Isaac de’ Dondi. Nach seinem Studium an der Universität Padua begann er seine Karriere als Gemeindearzt und Lehrer in seiner Heimatstadt. Neben seiner Arbeit beschäftigte sich Jacopo intensiv mit Astronomie und dem Uhrenbau. 1342 erhielt er eine Professur an der medizinischen Fakultät der Universität von Padua. Er war verheiratet und hatte mindestens ein Kind. Jacopo wurde in der Familiengruft in Padua beerdigt, in der später auch sein Sohn Giovanni beigesetzt wurde.

## Werke

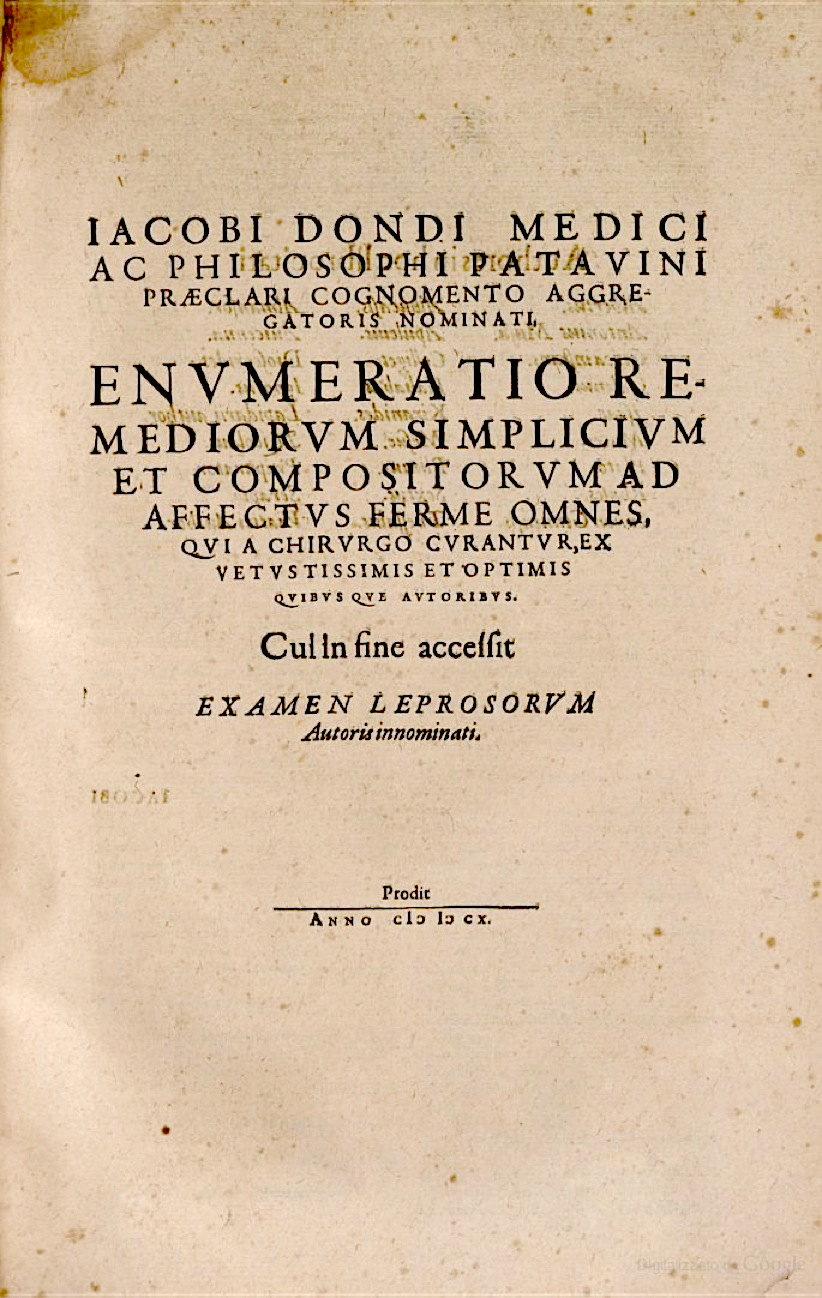
Druckausgabe Frankfurt 1610

In seiner Wohnung gegenüber dem Pozzo Mendolo entwickelte er die Konstruktionspläne einer großen Schlagwerkuhr für seinen Förderer Ubertino von Carrara. Diese Uhr wurde 1344 in den Turm des Palazzo del Capitanio eingebaut. Vermutlich zeigte sie die Stunden von 1 bis 24 Uhr mit unterschiedlichen Schlägen an. Zugleich zeigte sie die Mondphasen und den Stand der Sonne in den Sternkreisen. Beides, Uhr und Turm, wurden 1390 zerstört, als die Mailänder die Stadt eroberten. Von einer Uhr im Uhrturm von Padua wird behauptet, sie sei eine Kopie dieser ersten zerstörten Uhr. Allerdings ist die Urheberschaft umstritten; möglicherweise stammt der Entwurf der noch vorhandenen Uhr von Jacopos Sohn Giovanni.
Zusätzlich zu seiner Arbeit als Uhrmacher blieb Jacopo als Wissenschaftler tätig. Er veröffentlichte Bücher über philologische und pharmakologische Themen sowie ein Traktat über die Meere. Über seine philologischen Werke ist wenig bekannt.
Seine bedeutendste Veröffentlichung war ein 1355 geschriebenes Buch über die Pharmakologie, das Aggregator Medicamentorum, Seu de Medicinis Simplicibus. Dieses bahnbrechende Werk wurde zu einem Standardwerk für Mediziner und noch 1470, also über hundert Jahre später, wurde es an den Universitäten als nützliches Buch für angehende Mediziner aufgelistet und bis ins 16. Jahrhundert hinein immer wieder neu aufgelegt.
Sein Traktat über die Meere, das De fluxu et refluxu maris, beschäftigt sich mit den unterschiedlichen Gezeitenständen im Verlauf des lunaren Zyklus. Er beschrieb die Gezeitenhöhe in Abhängigkeit vom Stand von Sonne und Mond zueinander und kam zu dem Schluss, dass der Mond eine größere Auswirkung auf den Pegelstand der Gezeiten hat als die Sonne. Diese Feststellung war für die Menschen der  Renaissance eine überraschende Entdeckung.